# Burlington (stacja kolejowa)
Burlington – stacja kolejowa w mieście Burlington w stanie Iowa w Stanach Zjednoczonych. Jedynym obsługującym ją przewoźnikiem jest Amtrak, którego pociągi, po jednym dziennie w każdym kierunku, zatrzymują się tu w ramach połączenia California Zephyr, z Chicago do Emeryville. Na stacji nie ma kas ani stałej obsługi, pasażerowie nie posiadający biletów kupionych przed podróżą (np. w Internecie) mogą je nabyć jedynie u obsługi pociągu.
W roku finansowym 2010 ze stacji skorzystało 8 744 pasażerów, co daje średnią 24 pasażerów dziennie. Daje jej to czwarte miejsce wśród sześciu stacji Amtraku w stanie Iowa.